# Daniel Klauser
Daniel Klauser (* 14. Oktober 1981;  heimatberechtigt in Römerswil) ist ein Schweizer Politiker (Grüne bzw. GFL Bern).

## Leben
Daniel Klauser ist promovierter Physiker und arbeitet nach Anstellungen bei der eidgenössischen Elektrizitätskommission und als Leiter des Geschäftsbereichs Energiewirtschaft bei der Firma Meteotest als Leiter Entwicklung bei Smart Energy Link AG in Bern. Er ist verheiratet und lebt in Bern.

## Politik
Daniel Klauser war von 2009 bis 2016 Mitglied des Stadtrates (Legislative) von Bern, wo er von 2009 bis 2015 der Finanzdelegation angehörte. Von 2009 bis 2014 war er Mitglied der Kommission für Planung, Verkehr und Stadtgrün, welcher er 2011 als Vizepräsident und 2012 als Präsident vorstand. 2012 übernahm Klauser das Fraktionspräsidium der GFL/EVP-Fraktion im Berner Stadtrat und war in dieser Funktion von 2012 bis 2015 Mitglied der Fraktionspräsidienkonferenz.
2016 konnte Daniel Klauser für Bettina Keller in den Grossen Rat des Kantons Bern nachrücken und war ab 2017 Mitglied der Kommission für Staatspolitik und Aussenbeziehungen. Bei den Wahlen 2018 wurde er nicht wiedergewählt, konnte aber den Sitz von Aline Trede erben, die für Christine Häsler in den Nationalrat nachrutschen konnte. Daniel Klauser gehörte dem Rat bis 2022 an. Er war von 2018 bis 2022 Mitglied des Büros des Grossen Rates sowie der Bau-, Energie-, Verkehrs- und Raumplanungskommission, welcher er als Kommissionspräsident vorstand.
Daniel Klauser ist Vorstandsmitglied des Vereins Pro Panoramabrücke.